# Illa d'Audí
L'Illa d’Audí és un dels espais del complex de zones humides de les Illes de l’Ebre. Es localitza al sud de nucli urbà de Bítem, terme municipal de Tortosa, just al nord de l’illa del Barranc dels Estrets (distanciades uns 500 metres). Ocupa unes 50 hectàrees i es localitza al marge esquerre de l’Ebre. L’illa és de propietat privada. Degut a aquest factor bona part de l'espai es destina a l’agricultura i a més s'han fet intents de reblir el braç de riu entre el marge esquerre de l’illa i la riba esquerre de l’Ebre i fer-la accessible des d’aquesta.
La vegetació natural únicament es conserva en els marges de l’illa, on destaca un bosc de ribera ben estructurat. Per una banda hi ha salzedes arbustives dominades per la sarga (Salix elaeagnos) i el saulic (S. Purpurea). També hi ha, per altra banda, salzedes més arbòries amb salze blanc (S. Alba) i alberedes amb àlber (Populus alba) i pollancre (P. Nigra), les quals constitueixen l’hàbitat d’interès comunitari de codi 92A0. En l'estrat arbustiu, lianoide i herbaci cal fer esment del lligabosc valencià (Lonicera biflora), que a Catalunya es localitza només en alguns punts de les terres de l’Ebre. Es pot dir que, malgrat que en la cartografia apareix la totalitat de l’illa, només els marges amb vegetació natural es considerarien zona humida.
Pel que fa a la fauna, les arbredes de l’illa d’Audí són un dormidor important per ardèids, corbs marins i altres ocells. I és que el conjunt de les illes fluvials de l’Ebre representen un rosari de biòtops-pont que faciliten el desplaçament de multitud d’ocells de zones humides, des dels aiguamolls litorals -majoritàriament el delta de l’Ebre-, vers l’interior de la península Ibèrica. Així mateix, cal indicar que com a espai del PEIN "Illes de l’Ebre" es localitzen poblacions de la nàiade Margaritifera auricularia, un mol·lusc bivalve en perill d’extinció a tot Europa i estrictament protegit pel Decret 328/1992, d ’aprovació del PEIN.
L’illa ha estat declarada Reserva natural de fauna salvatge i, malgrat això, es detecten una sèrie de problemes ambientals que en limiten l’interès faunístic i ecològic en general: caça i pesca furtiva, extensió de la zona agrícola, cremes de vegetació, abocaments procedents de granges, etc. En tenir una problemàtica ambiental força semblant a altres illes fluvials de l’Ebre, convindria plantejar-se la seva gestió i conservació de forma global.
L’Illa d'Audí es troba protegida a diferents nivells. Pertany a la Reserva natural de fauna salvatge de les Illes de l’Ebre, es troba inclosa a l'espai del PEIN "Illes de l’Ebre" (juntament amb l’illa i galatxo de Subarrec, l’illa de Miravet, l’illa del Galatxo, l’illa de Vinallop i l’illa de la Xiquina) i a més forma part de l'espai de la Xarxa Natura 2000 ES5140010 "Riberes i illes de l’Ebre".